# Catamecia mauretanica
Catamecia mauretanica là một loài bướm đêm trong họ Noctuidae.